# Алексис (Илиноис)
Алексис (енгл. Alexis) град је у америчкој савезној држави Илиноис.

## Демографија
По попису из 2010. године број становника је 831, што је 32 (-3,7%) становника мање него 2000. године.
| Група             | 2000.       | 2010.       |
| Белци             | 842 (97,6%) | 817 (98,3%) |
| Афроамериканци    | 0 (0,0%)    | 3 (0,4%)    |
| Азијати           | 0 (0,0%)    | 0 (0,0%)    |
| Хиспаноамериканци | 19 (2,2%)   | 7 (0,8%)    |
| Укупно            | 863         | 831         |